# Parlamentsvalget i Storbritannien 2015
Det 56. britiske parlamentsvalg blev afholdt den 7. maj 2015. Den siddende premierminister David Cameron og hans Konservative Parti opnåede mod forventning nok mandater til at kunne danne en flertalsregering uden at indgå i en koalition. I Skotland gik det venstreorienterede Scottish National Party kraftigt frem på bekostning af de to øvrige store partier, Labour og Liberal Democrats. Sidstnævnte tabte også mange mandater i England og Wales. Begge disse partiers ledere erklærede deres afgang dagen efter valget.
Lokalvalg fandt sted på samme dag over store dele af England, dog ikke i eksempelvis London. Ingen yderligere valg fandt sted i Skotland, Wales eller Nordirland, bortset fra lokale suppleringsvalg.

## Valgsystem
Hver parlamentarisk valgkreds i Det Forenede Kongerige vælger en MP til Underhuset ved hjælp af flertalsvalg i enkeltmandskredse. Hvis et parti opnår et flertal af pladser, så har dette parti ret til at danne regering. Hvis valgresultatet er således at intet enkelt parti har flertal, så er der et såkaldt "hængt parlament". I dette tilfælde er det muligt for andre partier at danne en koalitionsregering eller en mindretalsregering.

## Meningsmålinger
Uddybende artikel: Meningsmålinger forud for parlamentsvalget i Storbritannien 2015.

## Afholdelsen
Efter parlamentsvalget i 2010 blev en lov om faste valgperioder vedtaget, så valgdatoen den 7. maj 2015 havde ligget fast siden denne lov trådte i kraft i 2011. Den 30. marts 2015 opløstes parlamentet, og valgkampen startede derfor officielt her. De to premierministerkandidater til valget var den siddende premierminister David Cameron fra Det Konservative Parti og Ed Miliband fra Labour.

## Resultater
|  | Parti                                     | Stemmer    | Mandater | +/− | Stemmer i % | +/−    | mandater i % | +/−   |
|  | ----------------------------------------- | ---------- | -------- | --- | ----------- | ------ | ------------ | ----- |
|  | Conservative Party                        | 11.334.920 | 331      | +24 | 36,9%       | +0,8%  | 50,9%        | +3,7% |
|  | Labour                                    | 9.344.328  | 232      | −26 | 30,4%       | +1,5%  | 35,7%        | −4,0% |
|  | Scottish National Party                   | 1.454.436  | 56       | +50 | 4,7%        | +4,0%  | 8,6%         | +7,7% |
|  | Liberal Democrats                         | 2.415.888  | 8        | −49 | 7,9%        | -15,9% | 1,2%         | -7,6% |
|  | Democratic Unionist Party                 | 184.260    | 8        | 0   | 0,6%        | 0,0%   | 0,5%         | 0,0%  |
|  | Sinn Féin                                 | 176.232    | 4        | -1  | 0,6%        | 0,0%   | 0,6%         | -0,2% |
|  | Plaid Cymru                               | 181.694    | 3        | 0   | 0,6%        | 0,0%   | 0,5%         | 0,0%  |
|  | Social Democratic and Labour Party (SDLP) | 99.809     | 3        | 0   | 0,3%        | -0,1%  | 0,5%         | 0,0%  |
|  | Ulster Unionist Party                     | 114.935    | 2        | 0   | 0,4%        | +0,3%  | 0,3%         | 0,0%  |
|  | UKIP                                      | 3.881.129  | 1        | +1  | 12,6%       | +9,5%  | 0,2%         | +0,2% |
|  | Green Party of England and Wales          | 1.154.562  | 1        | 0   | 3,8%        | +2,8%  | 0,2%         | 0,0%  |
|  | Løsgængere                                | 349.847    | 1        | 0   | 1,1%        | +0,1%  | 0,2%         | 0,0%  |
|  | I alt                                     | 29.691.380 | 650      | –   | 100,0 %     | –      | 100,0 %      | –     |

| Stemmefordeling   | Stemmefordeling   | Stemmefordeling | Stemmefordeling | Stemmefordeling |
| ----------------- | ----------------- | --------------- | --------------- | --------------- |
|                   |                   |                 |                 |                 |
| Conservative      | Conservative      |                 | 36.8%           | 36.8%           |
| Labour            | Labour            |                 | 30.4%           | 30.4%           |
| UKIP              | UKIP              |                 | 12.6%           | 12.6%           |
| Liberal Democrat  | Liberal Democrat  |                 | 7.9%            | 7.9%            |
| Scottish National | Scottish National |                 | 4.7%            | 4.7%            |
| Green             | Green             |                 | 3.8%            | 3.8%            |
| Andre             | Andre             |                 | 3.7%            | 3.7%            |

| Mandatfordeling     | Mandatfordeling     | Mandatfordeling | Mandatfordeling | Mandatfordeling |
| ------------------- | ------------------- | --------------- | --------------- | --------------- |
|                     |                     |                 |                 |                 |
| Conservative        | Conservative        |                 | 50.8%           | 50.8%           |
| Labour              | Labour              |                 | 35.7%           | 35.7%           |
| Scottish National   | Scottish National   |                 | 8.6%            | 8.6%            |
| Liberal Democrat    | Liberal Democrat    |                 | 1.2%            | 1.2%            |
| Democratic Unionist | Democratic Unionist |                 | 1.2%            | 1.2%            |
| Andre               | Andre               |                 | 2.4%            | 2.4%            |

Stemmemæssigt opnåede UKIP valgets største fremgang på 9,5 %, mens de Liberale var den ubetingede taber. Som følge af valgformen med flertalsvalg i enkeltmandskredse var det imidlertid de Konservative og det Skotske Nationale Parti (SNP), der fik den største fremgang med hensyn til til pladser i parlamentet, mens Labour sammen med de Liberale fik den største tilbagegang. UKIP fik kun én plads i parlamentet til trods for, at partiet fik næsten 13% af stemmerne, og også de Grønne opnåede en ringe repræsentation i forhold til deres stemmeandel. Disse partiers ledere påpegede efterfølgende behovet for en forandring af valgsystemet således, at det bedre afspejler stemmefordelingen, hvilket også var blevet støttet af et flertal af de adspurgte ved en meningsmåling få dage før valget.
Blandt de valgte kandidater var den danske statsministers ægtefælle Stephen Kinnock.

## Partipolitiske konsekvenser
Som en følge af valgresultatet afgik Ed Miliband, Labour, Nick Clegg, Liberaldemokraterne, og Nigel Farage, UKIP, som ledere af deres respektive partier. Farage lod sig dog overtale til at fortsætte som leder efter partiets hovedbestyrelse afviste hans fratrædelse.
De Konservative kunne efter valget danne en flertalsregering alene. David Cameron erklærede, at han ville stå inde for sit løfte om, at der i 2017 skal afholdes en folkeafstemning om Storbritanniens fortsatte EU-medlemskab.
Det skotske nationalparti SNP erklærede, at det ville sørge for, at skotske anliggender ville blive en permanent del af dagsordenen i det nye parlament.